# Ryan Thompson (pallavolista)
Ryan Scott Thompson (Newport Beach, 15 ottobre 1990) è un pallavolista statunitense.
Gioca nel ruolo di centrale nel Coburger Turnerschaft 1861.

## Carriera
La carriera di Ryan Thompson inizia a livello giovanile col Balboa Bay Volleyball Club, per poi giocare anche a livello scolastico con la Costa Mesa High School. Terminate le scuole superiori, gioca per la squadra della sua università, la University of California, Santa Barbara, prendendo parte alla NCAA Division I dal 2012 al 2014.
Nella stagione 2014-15 firma il suo primo contratto professionistico all'estero, approdando nella Volley League greca, dove difende i colori dell'Athlitikos Omilos Orestiadas, mentre nella stagione successiva è in Germania, ingaggiato dal Coburger Turnerschaft 1861.